# Distrikt Ngoma
Der Distrikt Ngoma (Kinyarwanda Akarere ka Ngoma) ist einer von sieben Distrikten in der Ostprovinz von Ruanda.

## Geographie

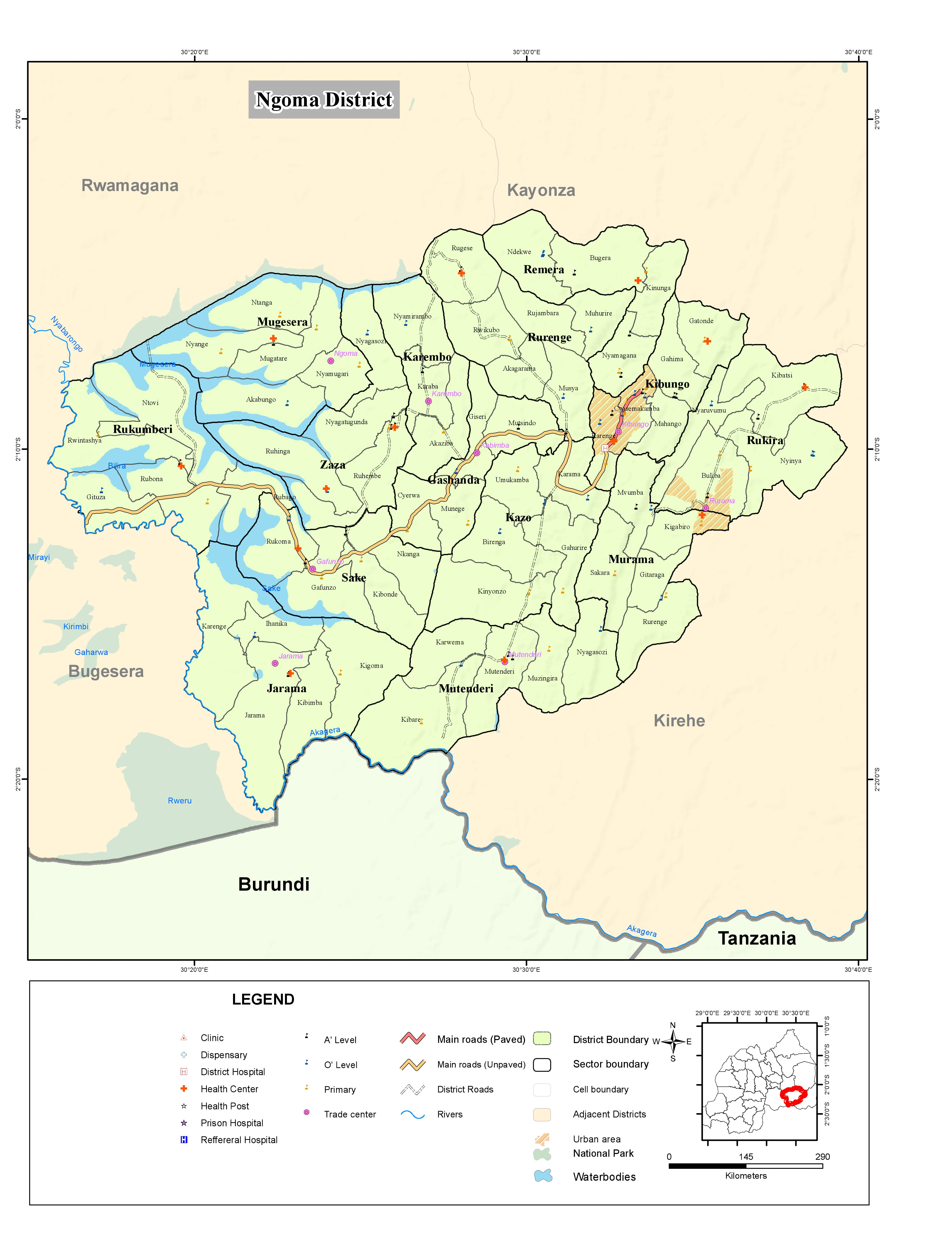
Karte des Distrikts

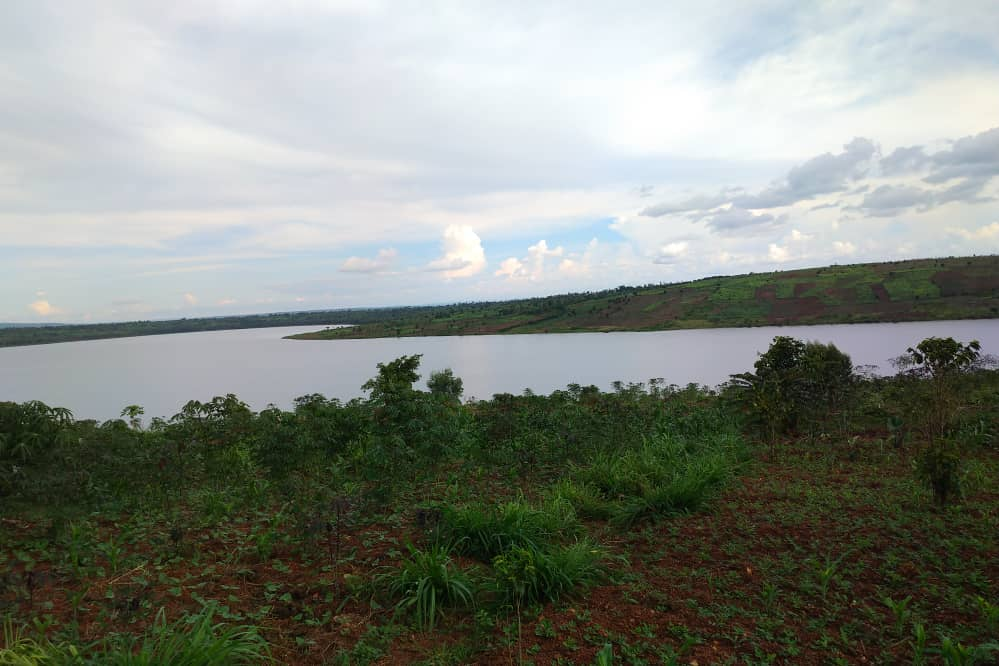
Birira-See im Rukumberi-Sektor im Westen des Distrikts

Ngoma liegt im Süden der Ostprovinz und grenzt an den südlich gelegenen Nachbarstaat Burundi. Der Distrikt hat eine Fläche von 867,74 km² und unterteilt sich in 14 Sektoren (imirenge), 64 Zellen und 473 Dörfer. Die Sektoren sind Gashanda, Jarama, Karembo, Kazo, Kibungo, Mugesera, Murama, Mutenderi, Remera, Rukira, Rukumberi, Rurenge, Sake und Zaza. Angrenzende Distrikte sind im Norden Rwamagana, im Nordosten Kayonza, im Südosten Kirehe und im Westen Bugesera.
Innerhalb des Distrikts liegen ein Großteil des Mugesera-Sees sowie vollständig die kleineren Seen Birira und Sake südwestlich bzw. südlich von ersterem. Eine Siedlung im Osten des Distrikts ist Kibungo. Weitere größere Siedlungen befinden sich um die Seen. Die Westgrenze des Distrikts bildet der Fluss Nyabarongo.

## Politik
Regierungschefin ist seit 2021 Nathalie Niyonagira.

## Bevölkerung
Stand 2022 betrug die Einwohnerzahl 404.048. Der Bevölkerungstrend ist zunehmend.
|          |           | Zellen                                                 | Fläche [km²] | 2002    | 2012    | 2022    |
| -------- | --------- | ------------------------------------------------------ | ------------ | ------- | ------- | ------- |
| Distrikt | Ngoma     |                                                        | 874,3        | 235.109 | 336.928 | 404.048 |
| Sektor   | Gashanda  | Cyerwa, Giseri, Munege, Mutsindo                       | 38,30        |         | 16.309  | 19.345  |
| Sektor   | Jarama    | Ihanika Jarama, Karenge, Kibimba, Kigoma               | 91,27        |         | 23.861  | 31.122  |
| Sektor   | Karembo   | Akaziba, Karaba, Nyamirambo                            | 36,86        |         | 14.902  | 17.726  |
| Sektor   | Kazo      | Birenga, Gahurire, Karama, Kinyonzo, Umukamba          | 70,08        |         | 27.318  | 32.450  |
| Sektor   | Kibungo   | Cyasemakamba, Gahima, Gatonde, Mahango                 | 43,37        |         | 28.338  | 31.445  |
| Sektor   | Mugesera  | Akabungo, Mugatare, Ntanga, Nyamugari, Nyange          | 73,27        |         | 25.716  | 28.637  |
| Sektor   | Murama    | Gitaraga, Kigabiro, Mvumba, Rurenge, Sakara            | 51,18        |         | 22.409  | 26.702  |
| Sektor   | Mutenderi | Karwema, Kibare, Mutenderi, Muzingira, Nyagasozi       | 75,57        |         | 20.907  | 24.915  |
| Sektor   | Remera    | Bugera, Kinunga, Ndekwe, Nyamagana                     | 50,42        |         | 27.622  | 32.344  |
| Sektor   | Rukira    | Buliba, Kibatsi, Nyaruvumu, Nyinya                     | 68,55        |         | 25.250  | 29.893  |
| Sektor   | Rukumberi | Gituza, Ntovi, Rubago, Rubona, Rwintashya              | 85,97        |         | 28.560  | 39.420  |
| Sektor   | Rurenge   | Akagarama, Muhurire, Musya, Rugese, Rujambara, Rwikubo | 65,16        |         | 28.555  | 33.391  |
| Sektor   | Sake      | Gafunzo, Kibonde, Nkanga, Rukoma                       | 57,02        |         | 23.703  | 28.822  |
| Sektor   | Zaza      | Nyagatugunda, Ruhembe, Ruhinga                         | 61,55        |         | 23.478  | 27.836  |

## Verkehr
Durch den Distrikt Ngoma verlaufen zwei Nationalstraßen. Die Stand 2022 nicht asphaltierte Nationalstraße 6 führt in Ost-West-Richtung durch den Distrikt. Sie durchläuft den Ort Sake und trifft in der Stadt Kibungo auf die asphaltierte Nationalstraße 4. Diese verläuft in Nord-Süd-Richtung durch die Osthälfte des Distrikts. Von der Nationalstraße 6 geht zudem eine District Road in Nord- und Südrichtung ab.